# Паевский, Владимир Владиславович
Влади́мир Владисла́вович Пае́вский (14 (2) апреля 1893 года, Санкт-Петербург, Российская Империя — 28 апреля 1934 года, Ленинград, СССР) — российский и советский экономист, статистик, демограф и преподаватель. Один из основоположников советской демографии, заложивший основы математического направления советских демографических исследований. Участвовал в создании и работе Демографического института в Академии наук СССР в 1930—1934 годах.

## Биография
Владимир Паевский родился в 1893 году в Санкт-Петербурге. Поступил в математическое отделение физико-математического факультета Санкт-Петербургского университета, которое окончил в 1915 году. Ещё будучи студентом, руководил математическим отделом 2-го российского страхового общества. Принимал участие в боевых действиях во время Первой мировой и гражданской войн, в 1918—1922 годах служил в РККА.
В 1923 вернулся в Ленинградский университет, где стал преподавать математическую теорию населения, и работал научным сотрудником Ленинградского губернского (позже — областного) отдела статистики в отделе социальной статистики, сначала в должности статистика-организатора, затем — помощника заведующего подотделом демографии. Совместно с С. А. Новосельским составил ряд таблиц смертности, в том числе первые полные таблицы смертности для СССР и таблицы смертности населения Ленинграда, которые были опубликованы за рубежом. В 1925—1934 годах являлся научным руководителем Отделения биосоциальной статистики Ленинградского института охраны материнства и младенчества.
В 1930 году инициировал создание Демографического института в Академии наук СССР и стал работать в нём сначала старшим демографом, а затем заместителем директора. Среди работ института — разработка методов прогноза численности и возрастно-полового состава населения, метод выравнивания возрастных группировок, расчёт возрастных коэффициентов рождаемости всей страны, расчёты вероятной численности и возрастно-полового состава населения, методика исследования рождаемости и смертности с помощью «анамнестического метода», предвосхитившего появление когортного метода и лёгшего в основу первого обследования рождаемости СССР в 1934 году.
28 апреля 1934 года Демографический институт как самостоятельное учреждение был ликвидирован согласно решению общего собрания Академии наук СССР; профильные работы были переданы в Институт математики. В тот же день Паевский умер от сердечной недостаточности.